# 587-й гаубичный артиллерийский полк
587-й гаубичный артиллерийский полк— воинское формирование СССР в период Великой Отечественной войны. Датой создания полка считается 6 февраля 1942 года. Формирование полка происходило в посёлке Алкино Башкирской АССР. В составе действующих войск входил с 25 мая 1942 года по 9 мая 1945 года (587-й иптап). Участвовал в битве за Москву, освобождении Калининской, Смоленской областей, Белорусской, Литовской ССР.

## История
Полк был сформирован в феврале 1942 года распоряжением командующего Южно-Уральским военным округом. Комплектовался за счёт людских ресурсов Башкирской АССР из 6-го запасного артиллерийского полка 17-й запасной стрелковой бригады. Полк дислоцировался в посёлке Алкино (станция) примерно в 38 км от Уфы. Командиром полка был назначен майор Пушкарёв.

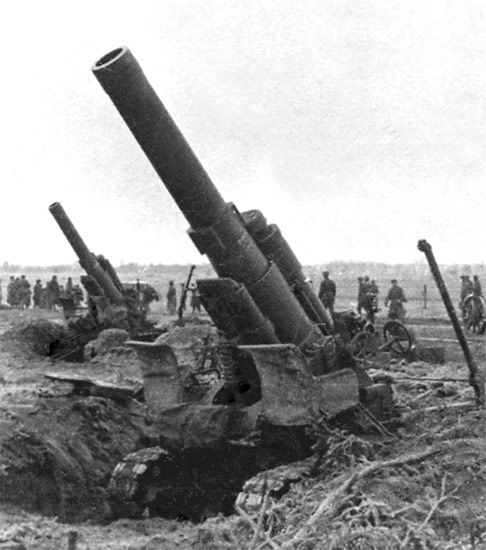
203 мм советские гаубицы образца 1931 г. на фронте. 1944 год

В марте 1942 года 587-й гап был укомплектован полностью. В это же время в республике шло формирование нескольких воинских формирований: 124 -й (433-й) стрелковой дивизии, 112-й Башкирской кавалерийской дивизии, 113-й кавалерийской, 74-й кавалерийской дивизий, 219-й стрелковой дивизии, 124-й стрелковой бригады, 134 стрелковой бригады, артиллерийских и др подразделений.
Руководство республики, руководители на местах, местные органы военного управления и трудовые коллективы стремились делать всё возможное для укомплектования воинских формирований, обеспечения их транспортом, конским составом, обмундированием, частично оружием. Население края, имеющего глубокие многовековые воинские традиции, было готово к беспощадной борьбе с врагом.
К середине мая 1942 года полк получил 76-мм пушки образца 1939 года, тракторы СТЗ-НАТИ-3, стрелковое вооружение, приборы и снаряжение.
15 мая по приказу командующего Южно-Уральским военным округом полк убыл на фронт.

### На Калининском фронте
25 мая 1942 года полк прибыл на станцию Андреаполь Калининской области. По приказу командующего Калининским фронтом Конева полк вошёл в состав 26-й армии. Со станции Андреаполь до станции Ярцево (около 230 км) совершил изматывающий марш по бездорожью.
Со 2 июня 1942 года обеспечивал стык между 22-й и 39-й армиями, готовился к противотанковой обороне.
На начало июля 1942 года немецкое командование запланировало проведение операции «Зейдлиц» (2-23 июля 1942 года). План операции разработал командующий 9-й немецкой армии генерал-полковник Вальтер Модель. На линии фронта образовался огромный выступ, который соединялся с главными силами Калининского фронта через узкий «коридор» в районе Нелидово. По краям коридора немецкие войска удерживали города Оленино и Белый, превращённые в исключительно сильные оборонительные районы.
2 июля 1942 года в 3час 00 мин после короткой артиллерийской и авиационной подготовки наступление противника началось двумя ударными группировками: с севера из района Оленино (23-й армейский корпус), с юга из района Белого наступала отдельная группа Эзебека (танковая и пехотная дивизии). В первые дни операции советские войска оказали упорное сопротивление.
Лишь на четвёртый день, 5 июля, немецкие танковые дивизии из северной и южной группировок встретились в районе деревни Пушкари, перерезав шоссе Белый— Оленино.
В окружении оказались 39-я армия, 11-й кавалерийский корпус, части левого фланга 41-й армии (17 гв., 125-я сд), правого фланга 22-й армии (355-й, часть 380-й, отдельные части 185-й сд).

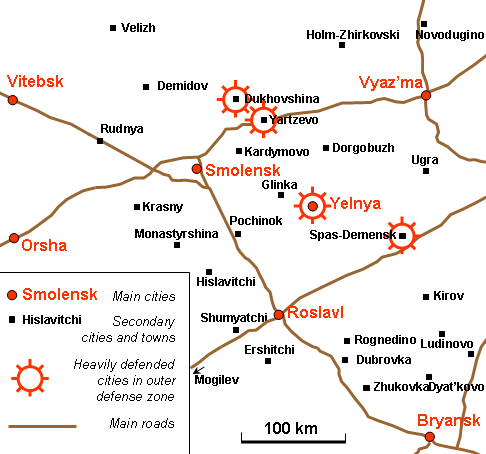
Карта Смоленской области

На участке 380-й стрелковой и 39-й армий один за день боев 587-й иптап/гап уничтожил 17 танков, до 200 солдат и офицеров противника. Вся тяжесть борьбы с танками противника на этом участке легла на 587-й иптап. В течение 10 дней кровопролитных боев полк, подвергаясь массированным бомбардировкам, уничтожил танков-22, автомобилей с грузом- 24, орудий разного калибра- 12, пулемётов-14 и до 800 солдат и офицеров противника. За образцовое выполнение заданий командования, проявленные при этом доблесть и мужество, за этот период 5 человек было награждено орденами, 12 человек- медалями.
Боевое донесение № 154 587 иптап от 3 ноября 1942 года и несколько ранее подписанных донесений подписаны начальником штаба Нюхаловым. Возможно, 587 гап был преобразован в 587-й иптап и далее полк в документах значится как 587 иптап.

В конце ноября 578-й гап/иптап принимал участие во Второй Ржевско-Сычёвской операции («Марс», 25 ноября- 20 декабря 1942 года), которая закончилась поражением советских частей, задействованных в ней.
С 25 по 30 ноября 1942 года полк в составе 39-й армии поддерживал огнём 100-ю стрелковую бригаду. Приостановив наступление немецкого 23-го армейского корпуса и перейдя в контрнаступление из района Молодого Туда (Калининская обл., северная часть выступа), полк мощным огнём обеспечил продвижение пехоты 39-й армии вперёд на 8-10 км. При этом было уничтожено: дзотов и блиндажей- 24, пулемётов- 20, наблюдательных пунктов- четыре. Полк подавил огнём три артиллерийские батареи, уничтожил до 200 солдат и офицеров.
С 7 августа по 2 октября 1943 года осуществлялась Смоленская стратегическая наступательная операция войск Западного фронта и левого крыла Калининского фронта (Операция «Суворов»). Главной целью операции было освобождение Смоленска и предотвращение переброски сил противника на юго-западное направление, где происходило решающее сражение- Курская битва.
19 сентября 1943 года войсками Калининского фронта в ходе Духовщинско-Демидовской операции город Духовщина был освобождён силами 39-й армии и Авиации дальнего действия. 578-й иптап (гап) принял участие в прорыве обороны противника в районе Отра и Вердино под Духовщиной. В честь освобождения города Духовщина в Москве был дан салют 12 артиллерийскими залпами из 124 орудий.

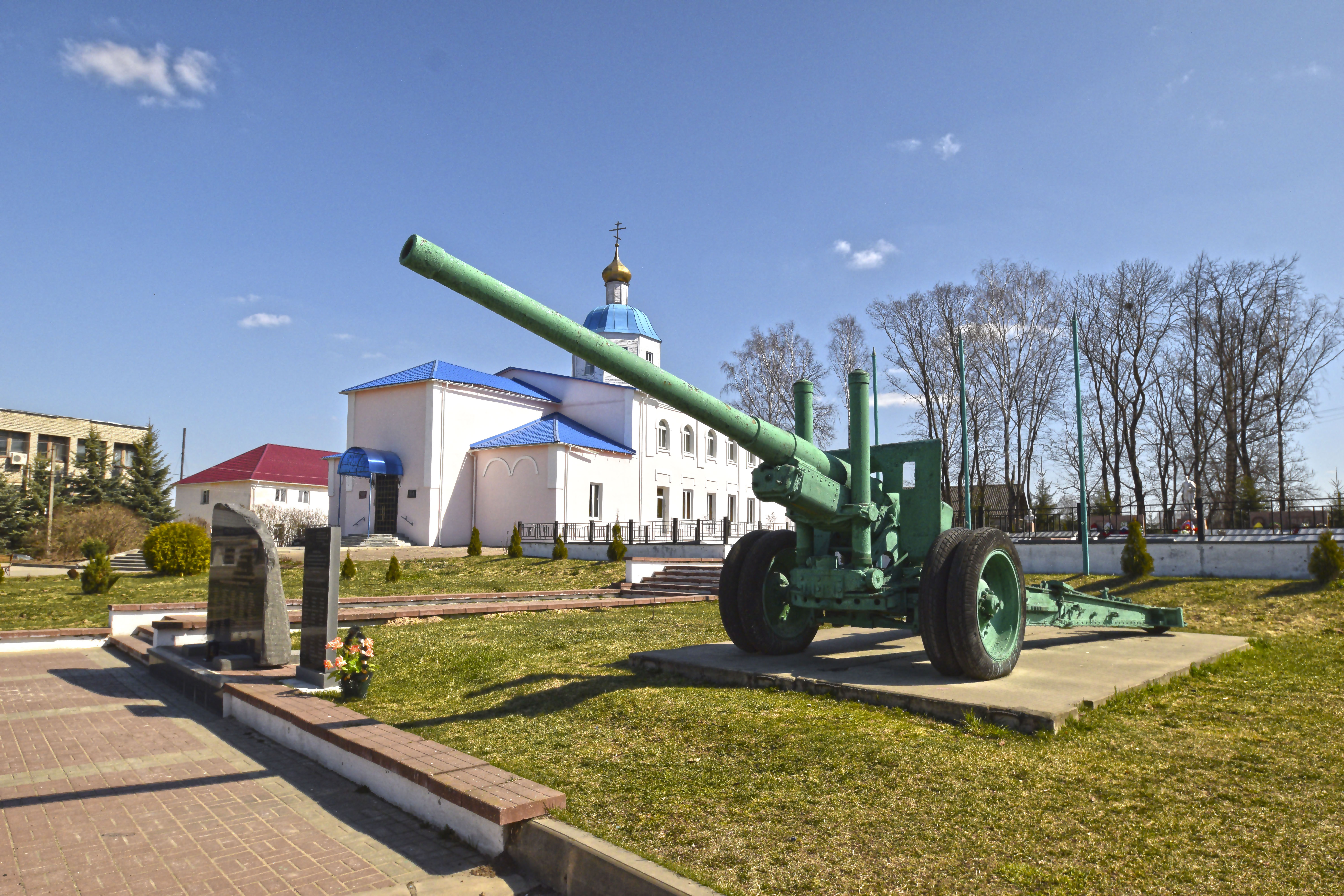
Памятник-мемориал в Духовщине воинам 39-й и 43-й армий, освободившим город в 1943 году

В этот период полк поддерживал огнём и обеспечивал успех наступления 134-й и 234-й стрелковых дивизий деревня Вердино (сейчас в ней проживает 3 человека), расположенная на шоссе Духовщина- Пречистое была превращена противником в мощный узел обороны (доты, траншеи, ряды колючей проволоки). При поддержке 578-го иптап бойцы 134-й сд взломали оборону противника и освободили д. Вердино, за что дивизия получила почётное наименование Вердинская. 234-я сд за взятие сильно укреплённого городка Ломоносово- наименование Ломоносовская.
14 сентября 1943 года, полк, сопровождая огнём 11-й отдельный танковый полк прорыва, совместно с ним прорвал оборону 206-й пехотной дивизии вермахта. Кроме того, в полосе 219-й пехотной дивизии и 84-го стрелкового корпуса обеспечивал продвижение пехоты вперед.
Местность в районе боевых действий осенью 1943 года по описаниям была сильно пересеченная, покрыта мелкими лесами, заболоченная.
Передний край обороны немцев проходил по возвышенности. Населенные пункты были ими превращены в хорошо укрепленные опорные пункты, соединенные большим количеством траншей. Передний край обороны и ближайшая глубина насыщены большим количеством ДЗОТов, открытых пулемётных площадок и блиндажей. Артиллерия и миномёты противника были эшелонированы, оборона противника была усилена противотанковой артиллерией 37 мм.
От советских артиллеристов требовалось немало мужества, усилий и умения для того, чтобы прорвать такие укрепленные линии обороны противника.
В период Смоленской наступательной операции полк прошёл с боями до 300 км, принял активное участие в освобождении городов Духовщина, Смоленск, Рудня, Лиозно, обеспечивая наступление пехоты и танков.
В октябре 1943 года Калининский фронт был переименован в 1-й Прибалтийский.
В начале ноября 1943 года 587-й иптап/гап находился в районе Уна, в 40 км восточнее Витебска. С 8 ноября 1943 года полк принимал участие в боях по прорыву сильно укрепленной оборонительной полосы противника на подступах к Витебску. Полк обеспечил ввод в бой танков 60-й танковой бригады, в течение ночи с боями продвинулся в тыл противника до 20 км. Совместно с танкистами 60-й танковой бригады, оказавшись в окружении, в течение трёх дней вёл оборонительные бои. Только за 10 ноября 1943 года было отбито семь контратак пехоты и танков противника.
13 марта 1943 года 587-му гаубичному артиллерийскому полку (иптап) за мужество и героизм, проявленные в боях за Родину, образцовое выполнение заданий командования было вручено Боевое Красное Знамя Верховного Совета СССР (вручил генерал-майор артиллерии Александров).

## Освобождение Прибалтики
Особенно ожесточёнными были бои за освобождение прибалтийских городов Краслава и Двинск. 21 июля 1944 года огнем прямой наводки всех батарей полк уничтожил огневую систему противника в полосе 21-й гвардейской стрелковой Невельской дивизии (бывшая 361-я стрелковая дивизия (1-го формирования)). Полк обеспечил ввод в бой танков 6-го гвардейского танкового корпуса и успешное продвижение до города Двинска.

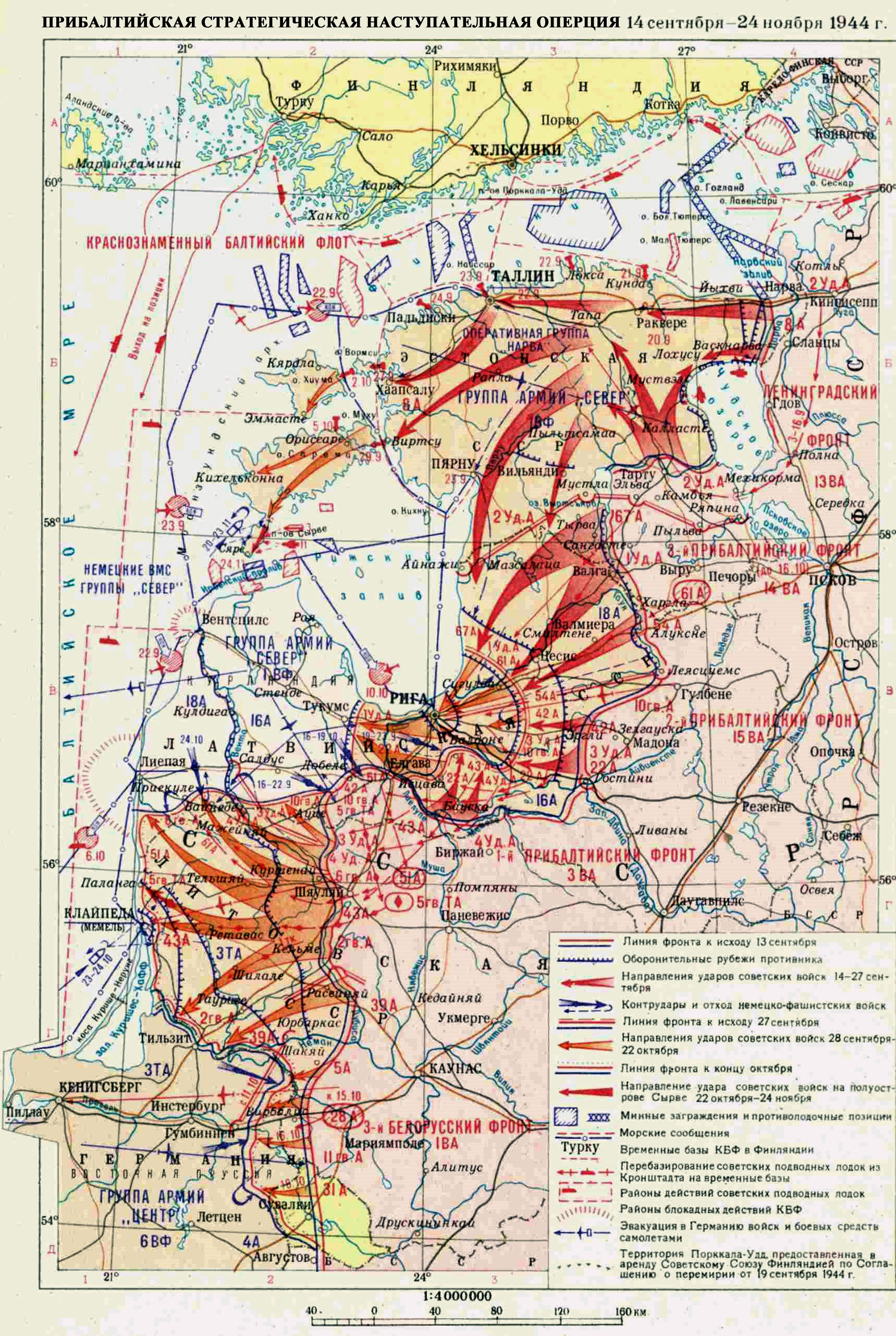
Освобождение советскими войсками Прибалтики. 1944—1945 гг.

С 3 сентября 1944 года в районе станции Рувеляй Литовской ССР полк принимал активное участие в прорыве обороны противника. В результате этих боев части Советской Армии вышли к берегам Балтийского моря и отрезали большую группировку войск противника в Курляндии. В этот период были освобождены города Тиршкляй, Села, Мажейкяй.
Особенно отличился 587-й иптап/ гап при освобождении города Мажейкяй и форсировании реки Вента. 21 ноября 1944 года полк поддерживал 332-ю стрелковую дивизию, огнём прямой наводки обеспечил дивизии форсирование реки.
С февраля по май 1945 года полк принимал активное участие в освобождении города Мемель и уничтожении северной группировки вермахта под городом Либава.
9 мая 1945 года, в день капитуляции фашистской Германии, 578-й иптап/гап принимал участие в разоружении частей и подразделений вермахта.
В историческом формуляре полка, подписанном командиром полка Першиным и начальником Королёвым указано, что в ходе войны 587-й гаубичный артиллерийский полк прошёл 200 км, уничтожил 38 танков и самоходно-артиллерийских установок, 30 автомашин, 75 дзотов, 3000 солдат и офицеров противника.
650 бойцов и командиров полка за мужество и героизм были удостоены правительственных наград.
578-й гаубичный артиллерийский полк/587 иптап был одним из многочисленных пушечных и гаубичных артиллерийских полков, созданных в Башкирской АССР в годы Великой Отечественной войны. Мужество и героизм бойцов этих формирований, проявленные в боях, вызывают справедливое чувство гордости у потомков и стремление сохранить память о них.

## Сведения о командирах и бойцах полка
В связи с изменением наименования полка сложно найти сведения о нём. Из акта приёма 8 человек пополнения рядового и мл.комсостава: 
 Акт
1943 года июля 6 дня мы, нижеподписавшиеся,…артбригады Пономарёв и представитель 587 иптап ст.л-т ? Петров, составили настоящий акт в том, что первый сдал, а второй принял рядового и мл.комсостава пополнение для 587 иптап:
1.кр-ца Терентьева Я. В.
2.-«- Леп(?)калова Я.В.
3.-»- Сайманов Д.
4.-"- Искаков С.
5.сержант Акрамов Астангул
6.кр-ц Джанбаев А.
7.кр-ц Маданбаев С.
8.кр-ц Гудков Н.
Всего восемь (8) человек, один из них сержант, семь- красноармейцы.
Подписи. Печать

## Командование
Командир полка
майор Пушкарёв
майор Першин
Начальник штаба
капитан Нюхалов
майор В. Королёв
Комиссар
батальонный комиссар Байгузов